# Veikko Huuskonen
Veikko Huuskonen (ur. 8 lutego 1910 w Helsinkach, zm. 3 czerwca 1973 tamże) – fiński bokser, medalista mistrzostw Europy w 1937, olimpijczyk.

## Osiągnięcia sportowe
Wystąpił w wadze koguciej (do 53,5 kg) na igrzyskach olimpijskich w 1936 w Berlinie, ale przegrał pierwszą walkę z Alekiem Hannanem ze Związku Południowej Afryki i odpadł z turnieju.
Zdobył brązowy medal w tej kategorii wagowej na mistrzostwach Europy w 1937 w Mediolanie. Po wygraniu jednej walki przegrał w półfinale z Ulderikiem Sergo z Włoch, a w pojedynku o brązowy medal pokonał walkowerem Antoniego Czortka.
Był mistrzem Finlandii w wadze muszej w 1930 oraz w wadze koguciej w latach 1936, 1937 i 1939–1941.